# Горки-Сухаревский сельсовет
Горки-Сухаревский сельсовет — упразднённая административно-территориальная единица, существовавшая на территории Московской губернии и Московской области в 1925—1954 годах.
Горки-Сухаревский сельсовет был образован 23 ноября 1925 года в составе Трудовой волости Московского уезда Московской губернии путём выделения из Сухаревского с/с.
По данным 1926 года в состав сельсовета входили деревни Горки Сухаревские и Саморядово, а также Горки-Сухаревский агропункт.
В 1929 году Горки-Сухаревский с/с был отнесён к Коммунистическому району Московского округа Московской области.
27 февраля 1935 года Горки-Сухаревский с/с был передан в Дмитровский район.
4 января 1939 года Горки-Сухаревский с/с был передан в Краснополянский район.
4 апреля 1952 года из Горки-Сухаревского с/с в черту рабочего посёлка Некрасовский был передан посёлок Некрасовский-2.
14 июня 1954 года Горки-Сухаревский с/с был упразднён. При этом его территория (селения Горки Сухаревские и Саморядово) была передана в Сухаревский с/с.